# Gevlekte dwergtarbot
De gevlekte dwergtarbot (Bothus podas) is een straalvinnige vis uit de familie van botachtigen (Bothidae) en behoort derhalve tot de orde van platvissen (Pleuronectiformes). De vis kan maximaal 45 cm lang en 700 gram zwaar worden.

## Leefomgeving
Bothus podas is een zoutwatervis. De vis prefereert een subtropisch klimaat en leeft hoofdzakelijk in de Atlantische Oceaan. Bovendien komt Bothus podas voor in de Middellandse Zee. De diepteverspreiding is 15 tot 400 m onder het wateroppervlak.

## Relatie tot de mens
Bothus podas is voor de visserij van aanzienlijk commercieel belang. In de hengelsport wordt er weinig op de vis gejaagd. Tevens wordt de soort gevangen voor commerciële aquaria.